# Wilhelm Ferdinand Steinacker

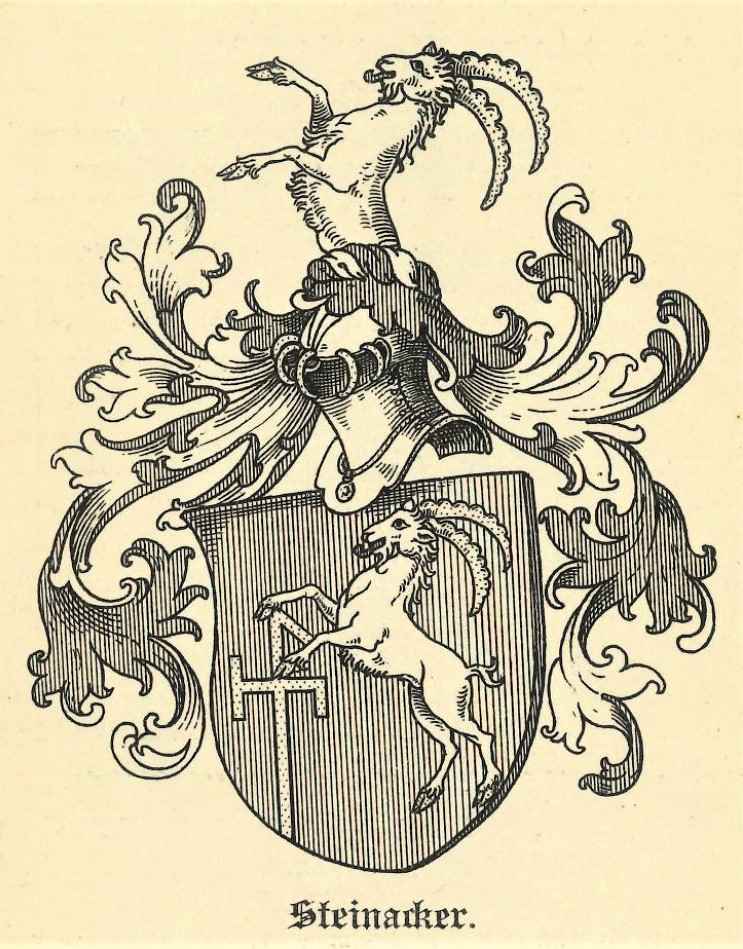
Wappen der Familie Steinacker

Wilhelm Ferdinand Steinacker (* 1792 in Leipzig; † 14. März 1864 ebenda) war ein deutscher Rechtswissenschaftler, zuletzt als Professor an der Universität Leipzig, im Rang als königlich-sächsischer Appellationsgerichtsrat.

## Familie
Wilhelm Ferdinand Steinacker entstammte der bürgerlichen Familie Steinacker, die seit Beginn des 16. Jahrhunderts urkundlich in Quedlinburg nachgewiesen ist. Die ununterbrochene Stammfolge beginnt mit Hans Steinacker, der 1530 Ratsherr und Kämmerer der Stadt Quedlinburg war. Dessen Enkel war Philipp Steinacker (um 1565–1613), Jurist sowie fürstlich-sächsischer Rat und Hofgerichtsassessor zu Coburg. Steinackers Urgroßvater war Johann David Steinacker (der Ältere) (1668–1729), „königlich-preußischer und des Rates der Ältesten in Magdeburg Buchhalter“, sein Großvater Christian Steinacker (1709–1747), Kaufmann und Lederhändler in Leipzig.
Steinacker war der älteste Sohn des Leipziger Bürgers und Kaufmanns Johann David Steinacker (der Jüngere) (1746–1804). Sein Vater war zweimal verheiratet, das erste Mal mit Kunigunde Charlotte geb. Wendt, nach dem Tod dann mit seiner Mutter, Johanne Jacobine Christine geb. Geißler (1754–1840). Steinacker hatte noch drei Geschwister, davon einen Bruder. Seine Schwester Henriette Wilhelmine Steinacker (1793–1859) heiratete den Ingenieur und Lehrer an der königlichen-sächsischen Militärbildungsanstalt, Karl Friedrich Peschel (1793–1852). Steinacker starb ohne Nachkommen.

## Leben
Seine ersten akademischen Vorbildungen hatte Steinacker an der Domschule in Merseburg und ab Ostern 1805 der Landesschule Pforta erhalten, wo er bis Michaelis 1810 lernte. Er studierte danach ab 1810 an der Universität Leipzig Philologie unter Gottfried Hermann und promovierte bereits am 4. März 1813 zum Doktor der Philosophie und der freien Kunst. Im gleichen Jahr, nach Ostern, mit Beginn des Sommersemesters begab sich Steinacker aber an die Universität Göttingen um ein Studium der Rechtswissenschaften zu absolvieren, kehrte aber später nach Leipzig zurück, wo er am 18. September 1822 in der Kanzlei des Leipziger Rechtsanwalts Dr. jur. Treitschke als Advokat immatrikuliert wurde und promovierte schließlich am 20. Februar 1823 an der Universität Leipzig zum Doktor der Rechte. Danach war Steinacker anfangs als Rechtsanwalt und als Privatdozent tätig.
1826 wurde Steinacker außerordentlicher Beisitzer der juristischen Fakultät der Universität Leipzig, 1827 erhielt er den Rang und den Titel eines königlich-sächsischen Hof- und Justizrats in der Landesregierung Sachsens. Aus dieser ging er 1831, als die Landesregierung aufgehoben und zwei Kollegien, das Landesjustizkollegium und die Landesdirektion gebildet wurden, an das Landesjustizkollegium unter Führung des damaligen Präsidenten Dr. Eisenstuck über. Entsprechend Steinackers Wunsch erfolgte die Versetzung im Rang eines Appellationsrates an das sächsische Landesappellationsgericht in Dresden erst im Juli 1832, wo er aber nur etwa eineinhalb Jahre wirkte. Bereits 1833 schied er aus dem Staatsdienst wieder aus, um als vierter ordentlicher Professor des sächsischen Rechts an die Universität nach Leipzig zurückzukehren.
Am 17. Dezember 1834 trat Steinacker unter Beibehaltung seines Titels seine Professur des vaterländischen Rechts an der Universität an und wurde im Universitätsjahr 1837/38 Rektor der Alma Mater sowie Ordinarius der juristischen Fakultät. Als Vertreter der Leipziger Universität war er 1848 Abgeordneter der I. Kammer des Sächsischen Landtags. Im Wintersemester 1849/50 erhielt Steinacker für seine Verdienste für das vaterländische Recht das Ritterkreuz des königlich-sächsischen Verdienstordens.
Aufgrund von mehreren Kränklichkeiten und einem Augenleiden bat Steinacker 1862 aus gesundheitlichen Gründen um seine Entlassung, wobei er bei seinem Abschied noch mit dem Komturkreuz des sächsischen Zivilverdienstordens ausgezeichnet wurde. Mit Wirkung vom 1. Januar 1863 wurde er schließlich pensioniert, starb aber bereits rund 15 Monate später. In einem Nekrolog der Wissenschaftlichen Beilage der Leipziger Zeitung vom 15. Mai 1864 wurde Steinacker als ausgezeichneter Jurist mit einer seltenen Berufstreue sowie als ein Mann erster Größe auch in wissenschaftlicher Hinsicht beschrieben.
Steinacker war außerdem Domherr in Naumburg.

## Werke
- Diss. Inaug. Selecta capita ad locum de debitis feudalibus. Pars. I. Summa quaedam hujus doctrinae principia continens. Leipzig 1823
- M. T. Ciceronis de republica, quae supersunt cum A. Maji praefatione integra, scholiis et adnotionibus selectis; item specimine palimpsesti Vaticani. Recensuit et compluribus in locis emendavit. Accedit epistola God. Hermanni. Leipzig 1823
- Replick für Hrn. Staatsrath Niebuhr, die Ciceronischen Fragmente de republica anlangend. Leipzig 1823
- Oratio historiam anni academici modo elapsi continens. 1838
- Oratio de novo iuris civilis codice (pro regno Saxoniae) caute adornando. 1838
- Oratio pro veteri dignitate Academiae Lipsiensis. 1838